# Alopecorhinus parvidens
Alopecorhinus parvidens és una espècie extinta de sinàpsid del clade dels teràpsids que visqué a Àfrica durant el Permià, fa entre 254,2 i 264,3 milions d'anys. Se n'han trobat restes fòssils a la formació del Teekloof (Sud-àfrica). Es tracta de l'única espècie del gènere Alopecorhinus. Es diferencia de Pristerognathus platyrhinus pel fet de tenir la mandíbula força més esvelta i les dents més petites. El musell i la fórmula dental, en canvi, eren més semblants. El nom genèric Alopecorhinus significa ‘nas de guineu’, mentre que el nom específic parvidens significa ‘de dents petites' en llatí.